# Claustrofobia
La claustrofobia (dal latino claustrum, "luogo chiuso" e dal greco φόβος, phobos, "fobia")  è la paura dei luoghi chiusi e ristretti come camerini, ascensori, sotterranei, metropolitane e di tutti i luoghi angusti in cui il soggetto si ritiene accerchiato e privo di libertà spaziale attorno a sé.

## Clinica
È una delle fobie specifiche: le persone che ne soffrono manifestano una sensazione di malessere generale che risveglia paure archetipe (solitudine, vuoto, impotenza) e si può manifestare con attacchi di panico, vertigini, senso di oppressione, difficoltà di respirazione, iperventilazione, sudorazione e nausea.
È generalmente considerata in "antitesi" all'agorafobia, con la quale condivide i sintomi generali anche se motivati da diverse basi di partenza (l'agorafobico infatti teme di non essere soccorso in caso di panico e cerca la presenza di altri), con differenze anche di personalità di individui: il claustrofobico è infatti di norma autonomo, anche se imposta il suo stile di vita cercando di evitare le situazioni di accerchiamento e chiusura. Tuttavia, in molti casi, la presenza di legami relazionali troppo opprimenti potrebbe essere un'altra causa scatenante della claustrofobia e il soggetto potrebbe cercare una sua maggiore libertà evitando così la relazione con l'altro.

## Trattamento

### Terapia espositiva
La terapia espositiva incoraggia il paziente a non evitare la situazione temuta, nonostante la comparsa dei sintomi, perché l'esposizione comporta una progressiva riduzione, fino alla scomparsa completa, dell’ansia.

### Psicoterapia cognitivo-comportamentale
Se non vi sono altri disturbi psicologici, il trattamento della claustrofobia è di norma un percorso che si basa su un approccio cognitivo-comportamentista dalla durata limitata: progressivamente e con gradualità, il soggetto viene esposto agli stimoli che sono alla base della sua fobia (stanza chiusa, ma con finestre aperte, ad esempio), oppure insegnando al paziente tecniche di rilassamento da applicare prima dell'avvicinamento della situazione che egli ritiene claustrofobica, in modo che non si generi l'ansia che sta alla base della fobia.

### Terapia farmacologica
L'uso di farmaci ansiolitici per gestire le situazioni temute è diffuso, ma non risolve la fobia, che viene solo momentaneamente affrontata con meno ansia.

### Trattamento con la realtà virtuale
Secondo uno studio volto a determinare l'efficacia dell'esposizione alla realtà virtuale (VR), tale strumento terapeutico è risultato efficace nel ridurre la paura e l'evitamento negli spazi chiusi e nell'aumentare l'autoefficacia in situazioni claustrofobiche.